# Edyta Geppert Recital – Live
Edyta Geppert Recital – Live – debiutancka płyta Edyty Geppert. W dniach 16 – 19 grudnia 1985 r. podczas recitali w Teatrze STU w Krakowie (prowadzonych przez Krzysztofa Maternę) zarejestrowany został materiał dźwiękowy, z którego powstała płyta. Wydała ją wytwórnia Pronit (PLP-0035) w 1986 roku. W styczniu 1987 roku wytwórnia płytowa Pronit przyznała Artystce nagrodę Złotej Płyty.

## Muzycy
- Edyta Geppert – śpiew

oraz zespół w składzie:
- Henryk Alber – gitara
- Tomasz Bajerski – fortepian
- Piotr Biskupski – perkusja
- Wojciech Głuch – fortepian
- Bogdan Halicki – perkusja
- Zbigniew Jaremko – saksofon sopranowy i tenorowy
- Włodzimierz Korcz – fortepian
- Waldemar Kurpiński – saksofon tenorowy i barytonowy, klarnet
- Andrzej Łukasik – kontrabas
- Piotr Stawski – skrzypce
- Andrzej Wyrzykowski – gitara
- Wojciech Zieliński – syntezator

## Lista utworów
Strona A
| 1. | "Czekaj no, Higgińszczaku" (sł.pol. Janusz Minkiewicz - muz. Frederick Loewe)    |  |
|    |                                                                                  |  |
| 2. | "Zawitaj do nas właściwy wietrze" (sł. Andrzej Strzelecki - muz. Wojciech Głuch) |  |
|    |                                                                                  |  |
| 3. | "Nie przejmuj się" (sł pol. Andrzej Zaorski - muz. George Gershwin)              |  |
|    |                                                                                  |  |
| 4. | "Największy teatr tego świata" (sł. Magda Czapińska – muz. Jerzy Satanowski)     |  |
|    |                                                                                  |  |
Strona B
| 1. | "Punkt zwrotny" (sł. Jan Wołek - muz. Henryk Alber)                               |  |
|    |                                                                                   |  |
| 2. | "Znowu jestem sama" (tekst i muz. Andrzej Brzeski)                                |  |
|    |                                                                                   |  |
| 3. | "Zamiast" (sł. Magda Czapińska - muz. Włodzimierz Korcz)                          |  |
|    |                                                                                   |  |
| 4. | "O życie, kocham cię nad życie" (sł. Wojciech Młynarski - muz. Włodzimierz Korcz) |  |
|    |                                                                                   |  |
| 5. | "By ..." (sł. Jacek Cygan – muz. Tomasz Bajerski)                                 |  |
|    |                                                                                   |  |

## Informacje uzupełniające
- Redakcja płyty – Piotr Loretz
- Kierownictwo muzyczne – Wojciech Głuch
- Realizacja nagrań – Piotr Brzeziński, Jacek Mastykarz
- Asystent – Halina Jarczyk
- Realizacja nagłośnienia – Andrzej Solecki i Włodzimierz Żywioł
- Zdjęcia – Aleksandra Laska, Andrzej Świetlik
- Projekt graficzny – Aleksandra Laska, Karol Śliwka